# 娟子内親王
娟子内親王（けんしないしんのう、長元5年9月13日（1032年10月19日） - 康和5年3月12日（1103年4月20日））は、第67代後朱雀天皇第2皇女。母は皇后・禎子内親王。賀茂斎院、のち源俊房の正室。同母姉に良子内親王（伊勢斎宮）、同母弟に第69代後三条天皇がいる。

## 略歴
父・後朱雀天皇の即位により、姉・良子内親王の伊勢斎宮卜定と同日の長元9年（1036年）11月28日、賀茂斎院に卜定され、翌長暦元年（1037年）4月13日初斎院入りする。この人事は姪の禎子内親王と不仲だった藤原頼通が禎子内親王をくじくために娘を遠方に引き離す戦略だったと説明されることが多い。だが、去ること長元4年（1031年）、当時の伊勢斎宮であった具平親王第3王女・嫥子女王が酒乱に乗じて「ご託宣」と称し「斎宮の冷遇は天皇の失政」として非難した事件があった。このため、伊勢・賀茂の祭祀を天皇家が怠っていないことを表明するため、天皇実娘を斎宮、斎院に任命したとする説が近年有力である。
寛徳2年（1045年）1月18日、後朱雀上皇の崩御により退下。その後は禎子内親王の下で生活していたが、天喜5年（1057年）、3歳年下の源俊房と密通し、遂に俊房の屋敷へ駆け落ちしてしまった。俊房は伯母・隆姫女王が藤原頼通の正妻、母は頼通の異母妹尊子という「摂関家よりの人物」であり、これを知った弟の東宮・尊仁親王（後の後三条天皇）は怒り狂ったが、俊房が摂関家の縁者であることもあり、除位などの具体的な処罰までには至らなかった。しかしこの事件で皇女らしからぬ軽率な行動をとった娟子内親王は、その後狂斎院と呼ばれるようになる。
俊房との間には子女に恵まれなかったが、その後は俊房正室として厚く遇された。しかし、甥の白河天皇が即位すると、「後三条天皇の遺言」を盾に白河天皇の異母弟・実仁親王、輔仁親王を東宮に推す夫・俊房と、自分の子孫を天皇に据えたい白河天皇は次第に対立するようになる。
康和5年（1103年）、白河天皇の息子・堀河天皇に皇子（後の鳥羽天皇）が生まれる。この皇子が生後間もなく東宮とされ、俊房は失脚、その後は失意の生涯を送った。娟子内親王は鳥羽天皇と入れ替わるようにこの年薨去、夫の零落を見ることはなかった。